# Sauternes (vinho)

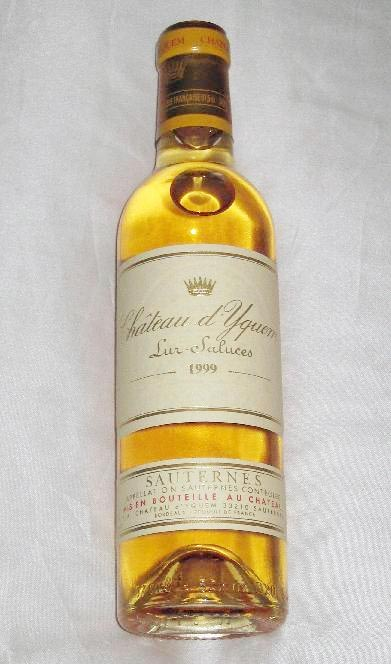
Sauternes Château d'Yquem

Sauternes é um vinho branco, de sobremesa, originário de Sauternes, França.
O Sauternes é obtido graças à acção de um fungo microscópico (Botrytis cinerea) que aparece nas videiras por volta do mês de Setembro como resultado do micro-clima da região de Sauternes ( localizada a cerca de 40 km de Bordéus) . Este fungo provoca a porosidade da película das uvas, pelo que a água contida em cada bago se evapora facilmente aumentando assim a sua concentração natural em açúcar.
O desenvolvimento aleatório e progressivo deste fungo faz com que a apanha das uvas tenha que ser totalmente manual e em rondas sucessivas ( 3 a 10 consoante a época e a exigência do viticultor ), o que faz com que seja um vinho muito dispendioso. Pelo exposto se nota que os sauternes não são apenas "vindimas tardias". Para merecer a denominação "sauternes" cada vinho terá que ser declarado e cada exploração tem que cumprir com certas práticas vitícolas.
O Sauternes Château d'Yquem é considerado por muitos o melhor sauternes e é o único classificado como Grand premier cru.